# Sebastianópolis do Sul
Sebastianópolis do Sul è un comune del Brasile nello Stato di San Paolo, parte della mesoregione di São José do Rio Preto e della microregione di Nhandeara.